# Villa del Rey
Villa del Rey è un comune spagnolo di 153 abitanti situato nella comunità autonoma dell'Estremadura.